# Хулиган (фильм, 1951)
«Хулиган» (англ. The Hoodlum) — фильм нуар режиссёра Макса Носсека, который вышел на экраны в 1951 году.
Фильм рассказывает о закоренелом преступнике Винсенте Любеке (Лоуренс Тирни), которого выпускают из тюрьмы по настоятельной просьбе его пожилой матери (Лиза Голм). Получив работу на автозаправке своего брата, Винсент отбивает его невесту, а когда она беременеет, отказывается жениться, после чего девушка кончает жизнь самоубийством. Вслед за этим Винсент планирует и с помощью своих дружков осуществляет ограбление банка, однако в результате внутреннего конфликта сообщники скрываются, оставив Винсента без денег. Вскоре всех грабителей ловят или убивают, в то время как Винсента решает наказать его брат.
После выхода на экраны фильм не обратил на себя внимания критики. Современные историки кино сдержанно оценивают картину, выделяя с положительной стороны лишь игру Лоуренса Тирни в главной роли. Партнёром Лоуренса Тирни по фильму стал его родной брат Эдвард, исполнившим в этой картине свою единственную крупную роль в кино.

## Сюжет
У 27-летнего Винсента Любека (Лоуренс Тирни) неоднократно были проблемы с законом. Впервые он был задержан полицией в 16 лет за хранение оружия, затем в 17 лет за незаконное проникновение он был осуждён на 6 месяцев, а в 19 лет получил девять месяцев тюрьмы за мелкую кражу. Затем, в 20 лет его приговорили к году тюрьмы за крупную кражу, и, наконец, в 22 года за вооружённое ограбление он был осуждён на срок от 5 до 10 лет. После пяти лет, проведённых Винсентом в тюрьме штата, его дело было передано на рассмотрение Совета по помилованию. Несмотря на то, что начальник тюрьмы считал Винсента неисправимым преступником, и настаивал на том, чтобы того оставили за решёткой ещё на пять лет, мать Винсента (Лиза Голм) буквально вымолила у членов Совета решение об условно-досрочном освобождении сына. Миссис Любек живёт вместе со своим вторым сыном Джонни (Эдвард Тирни), который не рад возвращению брата из тюрьмы. Три года назад на страховку, полученную после смерти отца, Джонни купил автосервис с заправочной станцией, и благодаря упорной работе превратил его в успешное предприятие. На заработанные деньги Джонни купил для семьи новую квартиру вместо дома около городской свалки, где они с братом провели детство, а также содержит себя и мать. Дома Винсент сразу же интересуется, за сколько можно продать автосервис, давая понять, что его интересуют только деньги. Вскоре появляется Джонни вместе со своей девушкой по имени Роза (Эллин Робертс), которая сочувствует Винсенту, считая, что он попал в беду и нуждается в поддержке. По условиям УДО Винсент должен в ближайшее время устроиться на работу, и Роза просит Джонни взять его в автосервис. Джонни уступает просьбам матери и Розы, и берёт брата к себе на работу.
Винсент начинает работать механиком, однако это дело его явно интересует. Вскоре одна из клиенток выражает недовольство его работой. Винсент вовлекает её в разговор, выясняя, что её зовут Эйлин (Марджори Риордан), и она работает секретаршей в банке, расположенном через дорогу от автосервиса. Винсент обращает внимание на то, что к банку регулярно подъезжают инкассаторские машины, выгружая мешки с деньгами. На работу к Винсенту с проверкой заезжает лейтенант Бёрдик (Стюарт Рэндалл), который арестовывал его пять лет назад. Раздражённый этим визитом Винсент обливает бензином стекло и капот автомобиля клиента, сделавшего ему замечание. Дома после работы рассерженный Джонни набрасывается на брата, заявляя, что при таком подходе к работе они скоро останутся без клиентов. Винсент не желает это слушать и уходит, а Роза умоляет Джонни быть снисходительнее по отношению к брату и дать ему шанс. Затем она просит Джонни дать ей возможность поговорить с Винсентом и поднимается вслед за ним на крышу здания. Винсент заявляет Розе, что не намерен более выслушивать лекции, а также возится в грязи и вони. Он заявляет, что вышел из тюрьмы тем же человеком, что и был, только стал умнее, после чего заявляет, что у него есть идеи, как можно быстро разбогатеть. В порыве ярости Винсент крушит деревянную голубятню, затем силой хватает Розу и целует её в губы, после чего девушка убегает. Несколько дней спустя Винсент приглашает Эйлин в ресторан, рассуждая о красивой жизни, которую они могли бы вести, если бы у них были деньги. Между делом он выясняет у девушки график и порядок работы инкассаторов. Вскоре около кабинета инспектора по условно-досрочному освобождению Винсент встречает Марти Коннелла (Джон Де Симоне), вместе с которым сидел в тюрьме, предлагая ему дело на полмиллиона долларов. Вечером в автомастерской после отъезда Джонни по делам Винсент излагает Марти свой план ограбления банка, и тот берётся найти нужных людей для этого дела. После ухода Марти неожиданно появляется Роза, которой известно, что Винсент остался на работе один. Он понимает, что Роза пришла специально, чтобы увидеться с ним, и увлекает её в кабинет.
Восемь недель спустя Винсент проводит сбор банды, в которую вошло восемь человек, ставя задачи каждому участнику предстоящего ограбления. После этого Винсент вместе с Эйлин едет в ночной клуб, где они весело проводят время, а затем провожает её до дома, где обнимает и целует её. Когда под утро он возвращается домой, то видит, что его ожидает Роза. Она спрашивает, почему он стал её избегать, после чего предлагает рассказать об их отношениях Джонни, а затем вместе уехать в другой город и там пожениться. Винсент отказывается от её предложения, заявляя, что она девушка Джонни и должна вернуться к нему. Однако Роза, которую мучает совесть, не может этого сделать. Вскоре после этого разговора Роза бросается с крыши дома и разбивается насмерть. Полиция приходит к заключению, что это было самоубийство. Следователь сообщает миссис Любек, что согласно результатам вскрытия, Роза была на втором месяце беременности. Миссис Любек однако не верит в то, что это мог быть ребёнок Джонни, поскольку у него Розой были целомудренные отношения. Подавленный горем Джонни не может понять, что произошло, в то время, как Винсент заявляет, что «она была дурой, раз прыгнула с крыши».
Вскоре в автосервисе Винсент знакомится с управляющим похоронным бюро мистером Брокенриджем (O. Z. Whitehead), контора которого находится по соседству с банком. Винсент выясняет у него порядок организации похорон, после чего по газетам отслеживает сообщения о найденных неопознанных трупах. Наконец, он находит подходящий труп, после чего двое членов банды приезжают в бюро Брокенриджа для оформления похоронных услуг, выдавая неопознанное тело за своего близкого родственника. Весь план Винсента рассчитан строго по минутам. Сразу после отпевания гроб выносят, чтобы погрузить в автокатафалк, который должен проследовать на кладбище. Винсент наблюдает за сценой из автомастерской. Неожиданно появляется Джонни, который заметил около банка Марти, и, заподозрив что-то неладное, собирается позвонить в полицию. Винсент подходит к брату и бьёт его рукояткой пистолета по голове, лишая сознания. Похоронная процессия в составе катафалка и нескольких лимузинов, отъезжает, и на открывшейся площади можно увидеть троих членов банды, один из которых выглядит как геодезист, другой — как уличный торговец фруктами с передвижной тележкой, а Марти выглядит как бизнесмен. В этот момент к банку подъезжает инкассаторская машина, и после того, как охранники открывают дверь и начинают вынимать мешки с деньгами, трое вооружённых налётчиков открывают по ним огонь. Начинается перестрелка, в ходе которой убивают двоих бандитов и ранят четверых инкассаторов, после чего оставшимся грабителям удаётся захватить деньги и скрыться на поджидающей их машине. Машина скрывается в переулке, где бандиты её бросают и пересаживаются в чёрный лимузин, который как раз успевает пристроиться к похоронной процессии. Полиция немедленно оцепляет район в поисках грабителей, однако полицейские на блокпосте решают не задерживать колонну машин, направляющихся на кладбище. Лейтенант Бёрдик, узнав о похоронной процессии, быстро выясняет через похоронное бюро, что все члены семьи сели в один автомобиль, после чего объявляет машины процессии в розыск.
Тем временем грабители собираются в своём логове, чтобы поделить добычу. Большинство членов банды требует разделить деньги в равных долях, однако Винсент решает взять себе большую часть, а единственной девушке Кристи (Анджела Стивенс) дать самую меньшую долю. Когда Винсент бьёт несогласную девушку по лицу, остальные бандиты достают оружие, бьют Винсента по голове и, забрав все деньги, скрываются. Вскоре в газетах появляются сообщения о том, что все бандиты убиты или захвачены, а деньги возвращены в банк. На допросе в полиции Кристи называет Винсента организатором преступления, после чего начинается его розыск. Тем временем Винсент, скрываясь от полиции, приходит к Эйлин, которая выгоняет его из дома, не позволяя переждать хотя бы два дня. Когда Винсент пытается шантажировать её тем, что он покажет на неё как на наводчицу, раскрывшую ему систему работы инкассаторов, Эйлин достаёт пистолет и под угрозой оружия выгоняет Винсента на улицу, требуя, чтобы он забыл её адрес. Ночью полицейские приезжают в автомастерскую, полагая, что Винсент может прятаться там. Пока они осматривают здание, Винсент садится в их машину и уезжает. Бёрдик звонит Винсенту по полицейской связи в автомобиль, говоря, что вся банда разгромлена и у него нет шансов. Тем не менее, Винсент приезжает домой в поисках спасения у матери, которая серьёзно больна. Однако миссис Любек, которая утратила последнюю надежду на то, что Винсент станет нормальным человеком, обвиняет сына в том, что он стал причиной смерти отца и Розы, а также четырёх человек, которые погибли при ограблении банка. Сожалея о смерти Розы, она упрекает Винсента в том, что та умерла с его не родившимся ребёнком, о чём, как выясняется, Винсент не подозревал. Со словами, что больше ничего не может для него сделать, и обвинив его в том, что он прогнил насквозь, миссис Любек умирает. Появляется вооружённый Джонни, который обвиняет Винсента в смерти матери, отца и Розы, после чего заставляет его сесть за руль и везёт на городскую свалку, чтобы там с ним расправиться. Когда они выходят из машины, Джонни направляет на брата пистолет, однако не в состоянии выстрелить. Джонни пытается взобраться на гору мусора и убежать, однако подоспевший лейтенант Бёрдик убивает его.

## В ролях
- Лоуренс Тирни — Винсент Любек
- Эллин Робертс — Роза
- Марджори Риордан — Эйлин
- Лиза Голм — миссис Любек
- Эдвард Тирни — Джонни Любек
- Стюарт Рэндалл — лейтенант полиции Бёрдик
- Анджела Стивенс — Кристи Лэнг
- Джон Де Симоне — Марти Коннелл
- Том Хаббард — лейтенант полиции Шмидт
- Эдди Фостер — Микки Сешшнс
- О. З. Уайтхэд — мистер Брекенридж

## Создатели фильма и исполнители главных ролей
Макс Носсек начинал карьеру режиссёра в 1930-е годы в Германии, перебравшись в Голливуд в 1940 году, где самым успешным его фильмом стала биографическая гангстерская драма «Диллинджер» (1945), заглавную роль которой исполнил Лоуренс Тирни. Носсек также поставил фильмы нуар «Брайтонский душитель» (1945) и «Убей или будешь убит» (1950, также с Тирни), а также несколько семейных мелодрам. В 1956 году Носсек вернулся в Германию, где в течение последующего десятилетия поставил несколько малозначимых фильмов, после чего завершил карьеру режиссёра.
Актёр Лоуренс Тирни, по словам историка кино Джеффа Стаффорда, «был исполнителем главных ролей и характерным актёром в фильмах категории В, у которого был свой непродолжительный период славы в середине 1940-х годов, когда он произвёл неизгладимое впечатление в заглавной роли в фильме „Диллинджер“ (1945), и ещё более укрепил свой статус угрожающе-опасного крутого парня и социопата в двух канонических фильмах нуар — „Дьявол едет автостопом“ (1947) и „Рождённый убивать“ (1947)». При этом «и за пределами экрана у Тирни была плохая репутация пьяницы, драчуна и человека, постоянно создающего проблемы, с огромным списком полицейских приводов», и своим поведением он очень напоминал тот «тип персонажей, которых играл на экране». По мнению Стаффорда, «его голливудская репутация плохого мальчика угробила его многообещающую карьеру, и в течение многих месяцев, если не лет, он фактически оставался без работы, периодически появляясь в низкобюджетных фильмах и на телевидении». Уже ближе к концу карьеры, Лоуренс однако «получил определённый уровень культового признания» благодаря ролям в таких фильмах, как «Крутые ребята не танцуют» (1987), «Город надежды» (1991) и, особенно, «Бешеные псы» (1992) Квентина Тарантино. Однако, как отмечает киновед, вплоть до своей смерти в 2002 году Тирни так и «остался непримиримым, вспыльчивым» человеком.
Как далее пишет Стаффорд, «Хулиган» был сделан в тот момент в карьере Тирни, когда он уже сжёг мосты на киностудии RKO (где был контрактным актёром) и перешёл в разряд фрилансеров. К сожалению, большая часть того, что ему предлагали, были низкобюджетными криминальными драмами и вестернами, и «Хулиган» стал очевидным шагом вниз в плане качества по сравнению с такими картинами, как поставленная Ричардом Флейшером драма «Телохранитель» (1948). В целом, по мнению Стаффорда, «Тирни был актёром ограниченного диапазона, но в своём узком сегменте он умел передать (в своих лучших ролях) такую ненависть, угрозу и едва сдерживаемую убийственную ярость, что легко доминировал в каждой сцене, в которой участвовал, и конечно был не менее грозным и устрашающим, чем Кэгни, Богарт или Робинсон в своих самых яростных проявлениях». Писатель и сценарист Барри Гиффорд дал, наверное, самое ёмкое описание поразительной притягательности Тирни в своём эссе «Дьявол едет автостопом», которое было написано ещё при жизни актёра: «Ему сейчас уже за шестьдесят, он толстый и абсолютно лысый. Его гигантский, сверкающий череп абсолютно квадратный. В телесериале „Блюз Хилл-Стрит“ (1985—1987) он играл старого сержанта полиции, и у него было немного реплик, но его зловещий взгляд всё ещё оставался в его глазах, это пробирающий до костей, никогда не сдающийся взгляд. В этом лице нет никакого света».
Эдвард Тирни был братом Лоуренса Тирни не только в этом фильме, но и в реальной жизни. Этот фильм стал дебютом для Эдварда в кино, однако в дальнейшем он так и не смог сделать успешной карьеры, появляясь лишь во второстепенных фильмах в малозначимых ролях.

## История создания фильма
По информации «Голливуд Репортер» от 8 февраля 1951 года, первоначально на главную роль в картине был назначен Скотт Брейди, младший брат Лоуренса Тирни, однако в тот момент он был втянут в судебное разбирательство с кинокомпанией Eagle-Lion по поводу своего контракта и не смог принять участия в съёмках.
По словам Стаффорда, фильм «интересен появлением Эдварда Тирни, младшего брата Лоуренса, в своей первой значимой роли законопослушного брата главного персонажа».
Кинокритик Гленн Эриксон обратил внимание на такие моменты в фильме, как внебрачная беременность и самоубийство «положительной героини», которые не соответствуют нормам Производственного кодекса, однако в данном случае оба эти момента каким-то образом были сохранены в картине.
На сайте Американского института киноискусства обращено внимание на то, что эпизод фильма, в котором Джонни Любек держит своего брата Винсента на мушке, ведя машину на городскую свалку, показан дважды — в самом начале и ближе к концу фильма.

## Оценка фильма критикой

### Общая оценка фильма
Фильм получил преимущественно невысокие оценки критики, обратившей основное внимание на игру Лоуренса Тирни в главной роли. Так, Джефф Стаффорд написал, что «этот фильм категории В студии бедного ряда продолжительностью чуть более часа, который очевидно был выстроен с целью продемонстрировать таланты Лоуренса Тирни». Актёр «присутствует почти в каждой сцене, и в этом качестве фильм очень рекомендуется его поклонникам». По словам киноведа, «хотя это не забытый шедевр и даже не малый бриллиант жанра фильм нуар», ему удаётся показать «Тирни как смертельную и ядовитую силу природы в полном объёме». Как далее пишет Стаффорд, это «история на тему морали и одновременно фильм нуар с необходимым для этого жанра обречённым героем, который движется по безжалостной тропинке вниз, сначала соблазняя и бросая девушку брата, затем планируя банковское ограбление и, наконец, участвуя в жестокой разборке с воровской шайкой. В конце концов, от Винсента отрекается даже его страдающая мать, которая сокрушается на смертном одре: „Что мама может сделать? Пойти с тобой на электрический стул?… Всё то время, когда ты жаловался на запах с городской свалки, ты и был этим запахом! Ты и есть эта вонь!“». По словам Стаффорда, «глубоко укоренённое, аморальное поведение Винсента» лучше всего объясняет «его собственное горестное воспоминание о том, как он рос рядом с городской свалкой, ставшей метафорой его жизни. Мир задолжал этому парню, и он собирается забрать этот долг».
Как написал Артур Лайонс, «некоторые полагают, что „Хулиган“ — это не нуар, а обычный гангстерский фильм». Тем не менее, «определённые моменты чётко отсылают его в категорию нуара — это социопатия Тирни, его изоляция, проистекающая из его желания предать каждого, включая собственного брата, и подчёркнутая сексуальная извращённость». По мнению Лайонса, «основополагающее отличие гангстерских фильмов Кэгни-Богарта-Робинсона 1930-х годов от нуарового гангстерского фильма сформулировано в начале этой картины, когда один из членов Совета по помилованию, категорически протестуя против освобождения Винсента Любека, заявляет, что он — это уже совсем не то же самое, что гангстеры старого стиля». В отличие от них люди типа Любека «совершают преступления против людей». Лайонс также отмечает что, «фильм страдает от низкого качества производства» из-за своего крайне скромного бюджета. Деннис Шварц также оценил картину как «гангстерский фильм, который проходит как фильм нуар по причине преступной натуры главного персонажа», демонстрирующего «отсутствие верности и агрессивное антисоциальное поведение». Заметно, что фильм сделан на скромном бюджете и «рассказывает старую историю, не добавляя ничего свежего, но представлена она сильно». Шварц резюмирует своё мнение словами, что этот «малый фильм достигает своей ограниченной цели быть показанным».
Историк кино Майкл Кини посчитал картину «довольно неудачной и отсталой», при этом отметив «изобретательно спланированное ограбление, которое спасает фильм», а Гленн Эриксон написал, что это «одна из наиболее слабых криминальных мелодрам, за дистрибуцию которой взялась компания United Artists в первый год после своей реорганизации». Эриксон оценил сценарий Сэма Ноймана и Нэта Тэнчака как «простенький», режиссёрскую работу Носсека — как «неуклюжую» и «сделанную на уровне комикса», постановку света оператором Кларком Рэмзи — как «хорошую», а производственные качества картины — как «дешёвые». Кроме того, не идут на пользу картине «грубо вставленные винтажные хроникальные кадры 1930-х годов с полицейским машинами и действиями гангстеров», а также постановка эпизода с ограблением, когда «кажется, что убивают дюжину людей».

### Оценка актёрской игры
Как полагает Лайонс, эта роль, «вероятно, была единственной, которую Лоуренс Тирни мог получить на тот момент, так как в его карьере уже начался серьёзный спад. Его игра, однако, надлежащим образом пугает, и он, вероятно, по-прежнему был ещё достаточно влиятелен, чтобы ввести в фильм своего брата, карьера которого по большому счёту началась и закончилась этим фильмом». По мнению Дениса Шварца, «если не считать хорошо выстроенной угрожающей игры Лоуренса Тирни, актёрская игра ниже ожидаемого уровня. Именно игра Тирни придаёт фильму жизненные силы в традиции старомодных гангстерских фильмов, в которых когда-то играли Кэгни и Робинсон». Хэл Эриксон отмечает, что «фильм идеально подогнан под грубое, хулиганское мастерство актёра Лоуренса Тирни», при этом «самую лучшую игру даёт Лиза Голм в роли страдающей матери бандита». С другой стороны, Гленн Эриксон полагает, что Тирни «переигрывает в слезоточивом финале» картины, а «специалистка по ролям „беспомощных старушек“ Лиза Голм ужасно переигрывает в роли страдающей матери. Остальные актёры действуют на собственное усмотрение». Что же касается Эдварда Тирни, то ему «почти нечего делать».